# Rubens Tedeschi
Rubens Tedeschi (Milano, 30 gennaio 1914 – Parma, 6 luglio 2015) è stato un giornalista, scrittore e critico musicale italiano.

## Biografia
Nacque a Milano il 30 gennaio 1914 da una famiglia ebrea di modeste condizioni economiche. Il padre Arturo era un impiegato delle poste; la madre, Margherita Vitale, morì nel 1924 quando egli aveva solo 10 anni. 
Dopo essersi diplomato all’Istituto Magistrale, frequentò  la Facoltà di Giurisprudenza conseguendo la laurea in Legge nel 1943 entro i quattro anni imposti dal regolamento allora vigente.

Trovò impiego presso la Cancelleria della Procura della Repubblica di Milano ma venne licenziato dopo la promulgazione delle leggi razziali fasciste. A seguito degli avvenimenti succedutisi all’8 settembre 1943, con la moglie ed il figlioletto di un anno, fuggì avventurosamente in Svizzera dove si adattò ad umili lavori come contadino, aiuto cuoco e fattorino postale.
Rientrato a Milano dopo la Liberazione, iniziò nel 1945 la sua collaborazione con il quotidiano L’Unità occupandosi a quel tempo principalmente di esteri. Nell'agosto del 1956 fu inviato in Belgio a seguito del tragico disastro di Marcinelle. Gli articoli che pubblicò gli valsero il Premio Saint Vincent per il giornalismo in quello stesso anno.  Nel 1963, fu inviato in Israele per seguire il processo ad Adolf Eichmann.
Dopo la rinuncia del compositore Giacomo Manzoni a svolgere ulteriormente la mansione di critico musicale, a partire dal 1966 l’incarico venne passato a Rubens Tedeschi che lo ricopri per molti anni.
Collaborò con il mensile Amadeus, in via continuativa, dal 1989 (Anno zero, Numero uno) al Novembre 2011 ed il Teatro alla Scala di Milano lo invitò spesso a scrivere i testi dei propri Programmi di Sala. Assieme ad Eduardo Rescigno scrisse il capitolo "L'opera romantica : Weber, Bellini e Donizetti" in "Grande Storia della Musica" edita dal Gruppo Editoriale Fabbri nel 1983.
Fu definito "...principe della critica [musicale] italiana..." da Alberto Bonanno su La Repubblica del 2 febbraio 2002.
Morì nella sua casa di Parma il 6 luglio 2015.
Nel 2017 il figlio Riccardo donò alla Biblioteca Armando Gentilucci del Comune di Reggio Emilia la vasta collezione libraria e discografica del padre.

## Riconoscimenti
Per i suoi articoli e la sua attività in ambito musicale ricevette il Premio Saint-Vincent per il giornalismo nell'anno 1956.

## Opere
- Rubens Tedeschi, Addio fiorito asil, il melodramma italiano da Boito al verismo, Milano, Feltrinelli, 1978, ISBN 8822103572.
- Rubens Tedeschi, Zdanov l'immortale, sessant'anni di musica sovietica, Milano, Feltrinelli, 1978, ISBN 9788822119421.
- Rubens Tedeschi, I figli di Boris, l'opera russa da Glinka a Šostakovič, Torino, EDT, 1990, ISBN 9788859247432.
- Rubens Tedeschi, Invito all'ascolto di Richard Wagner, Milano, Mursia, 1983, ISBN 9788842523505.
- Rubens Tedeschi, D'Annunzio e la musica, Firenze, La Nuova Italia, 1988, ISBN 9788822103574.[8]
- Eduardo Rescigno e Rubens Tedeschi, L'opera romantica: Weber, Bellini e Donizetti, in Grande Storia della Musica, Milano, Gruppo Editoriale Fabbri, 1983, ISBN 8288251037842.